# Labocurtidia bidentata
Labocurtidia bidentata är en insektsart som beskrevs av Nielson 1979. Labocurtidia bidentata ingår i släktet Labocurtidia och familjen dvärgstritar. Inga underarter finns listade i Catalogue of Life.